# Джейк Пол
Джейк Джозеф Пол (нар. 17 січня 1997) — американський боксер, актор і відеоблогер, який здобув слави на нині закритому відео-застосунку Vine. Джейк відомий за роль Дірка в серіалі «Трубкочуд» на каналі Діснея.

## Біографія

### Дитинство
Джейк Джозеф Пол народився 17 січня 1997 року в Клівленді. Виріс у Вестлейку, штат Огайо.
Батько — Грег Пол, ріелтор; мати — Пем Степнік (до шлюбу Мередіт), дипломована медсестра; брат — Логан Пол, відеоблогер.

### Кар'єра
Своє перше відео на відеоплатформу Vine Джейк опублікував у вересні 2013 року. Там він і здобув свою першу популярність. До закриття сервісу мав 5,3 млн підписників і 2 млрд переглядів.
У 2015 році стало відомо, що Джейк Пол буде зніматися в новому комедійному серіалі каналу Disney «Пейдж і Френкі» в ролі Дірка.
5 січня 2017 року Джейк був запрошений до Білого дому на захід, присвячений соціальним медіа. Після закінчення він сховався в туалетній кімнаті, а пізніше непомітно звідти втік.
17 січня 2017 року Пол запустив креативне агентство під назвою Team 10 з фінансуванням у $1 млн. Його інвесторами стали: Danhua Capital, Horizons Alpha, Vayner Capital, Sound Ventures & A-Grade Investments, і Adam Zeplain.
30 травня 2017 року спільно з Team 10 випустив пісню і музичний кліп під назвою «It's Everyday Bro». За перший місяць відеокліп набрав понад 70 млн переглядів на YouTube і потрапив до четвірки найбільш дізлайканих (від англ. «dislike» — «не подобається») відео у світі. 24 червня 2017 року пісня зайняла 94 рядок хіт-параду ста найбільш популярних у США пісень Billboard Hot 100.
У рейтингу найбільш високооплачуваних блогерів Youtube 2018 року, складеному журналом Forbes, Джек Пол зайняв другу позицію, поступившись лідерством семирічному хлопчику Райану, який веде канал Ryan ToysReview. За версією журналу, дохід від відеоблогу, який веде Джек Пол, за 2018 рік перевищив суму в 21 мільйон доларів.
У травні 2023 року був доданий до мобільної гри Rush Royale як герой-боксер, який збирав лайки.

## Конфлікти

### Звільнення з каналу Disney
22 липня 2017 року під час зйомок другого сезону Пейдж і Френкі канал Disney повідомив, що Пол більше не буде зніматися в серіалі:

«Ми спільно з Джейком прийняли рішення, що він залишить свою роль у серіалі „Пейдж і Фрєнкі". Від імені продюсерів, акторів і команди ми хотіли б подякувати його за хорошу роботу в серіалі за останні 18 місяців, а також побажати йому всього найкращого».
Оригінальний текст (англ.)
«We've mutually agreed that Jake Paul will leave his role on the Disney Channel series «Bizaardvark». On behalf of the production company, the cast and crew, we thank Jake for his good work on the TV series for the past 18 months and extend our best wishes to him».

Після залишення Джейком ролі Дьорка в серіалі «Пейдж і Фрєнкі» послідував новинний репортаж каналу KTLA про публічні скарги сусідів Пола щодо шуму від пранків і вечірок, а також через можливість виникнення пожежі; великої кількості фанатів, які збиралися в околицях будинку Джейка. Пізніше Джейк написав про це на своїй сторінці у Твіттері. Він підтвердив цю новину і запевнив підписників про те, що скоро займеться своїм YouTube-каналом, а також буде шукати нові акторські ролі. Пізніше він дав інтерв'ю The Hollywood Reporter, де розповів, що був фактично звільнений зі своєї ролі за наполяганням працівників каналу Disney. Вони намагалися прискорити процес ганебним новинним репортажем телеканалу KTLA.

## Боксерські поєдинки та змішані єдиноборства
У 2020 році Джейк Пол почав проводити поєдинки за правилами боксу услід за своїм братом Логаном. У своєму першому поєдинку проти блогера Алі Есона Гіба Пол зміг перемогти опонента нокаутом. У другому бою він зміг перемогти баскетболіста Нейта Робінсона. Після цих поєдинків Пол став підвищувати рівень опозиції. 17 квітня 2021 року суперником Пола став 36-річний екс-чемпіон Bellator Бен Аскрен, який програв останні 2 поєдинки в UFC, завершивши цим кар'єру бійця ММА, і базою якого була вільна боротьба. Цей поєдинок Джейк Пол виграв нокаутом у першому раунді. 29 серпня 2021 року Джейк Пол зустрівся в поєдинку з 39-річним екс-чемпіоном UFC Тайроном Вудлі, який програв 4 останніх бої в UFC. Цей бій став найскладнішим для Пола — Вудлі в четвертому раунді серйозно потряс Джейка, але за сумою очок Пол забрав бій роздільним суддівським рішенням, довівши свою статистику до 4-0. 
18 грудня 2021 року Джейк Пол провів реванш з Тайроном Вудлі. Спочатку його суперником мав стати Томмі Фьюрі, але він знявся з бою через проблеми зі здоров'ям. Пол впевнено вів бій і в 6 раунді відправив Вудлі в глибокий нокаут. 
6 вересня 2022 року на 29 жовтня був оголошений бій між Полом і колишнім чемпіоном UFC Андерсоном Сільвою. Пол переміг Сільву одноголосним рішенням з рахунком 78-73 (двічі) і 77-74. 
15 листопада 2024 року Джейк Пол провів бій з Майком Тайсоном. Пол переміг Тайсона з рахунком 79-73.

## Особисте життя
У липні 2017 року Джейк зі співробітниками винайняв величезний будинок із орендною платою 17 000 доларів у Лос-Анджелеському мікрорайоні Беверлі-Ґров.

## Фільмографія

### Телесеріали
| Рік  | Назва українською | Назва англійською  | Роль      | Коментар                               |
| ---- | ----------------- | ------------------ | --------- | -------------------------------------- |
| 2016 | Трубкочуд         | Bizaardvark        | Дірк Манн | головна роль, 2016—до сьогодні         |
| 2016 | Сімейка Монро     | The Monroes        | Конрад    |                                        |
| 2016 | Вуличні розіграші | Walk the Prank     | Джейк Пол | особливий гість разом із Лоґаном Полом |
| 2017 | Добра ціна        | The Price is Right | Джейк Пол | особливий гість, модель                |

### Фільми
| Рік  | Назва українською  | Назва англійською | Роль      |
| ---- | ------------------ | ----------------- | --------- |
| 2015 | Брехливий Раян     | Lyin' Ryan        | Тім       |
| 2016 | Танцювальний табір | Dance Camp        | Ленс      |
| 2016 | Моно               | Mono              | Дуґан     |
| 2016 | Режим польоту      | Airplane Mode     | Джейк Пол |

## Дискографія

### Синґли
| Рік  | Назва українською       | Назва англійською      | Найвища чартова позиція | Найвища чартова позиція |
| ---- | ----------------------- | ---------------------- | ----------------------- | ----------------------- |
| Рік  | Назва українською       | Назва англійською      | США                     | Канада                  |
| 2015 | Непевний                | Shakey                 | —                       | —                       |
| 2017 | Так кожного дня, брате  | It's Everyday Bro      | 94                      | 91                      |
| 2017 | Смажені курчата з Огайо | Ohio Fried Chicken     | —                       | —                       |
| 2017 | Джеріка                 | Jerika                 | 86                      | 76                      |
| 2017 | Це не в новинах         | That Ain't on the News | —                       | —                       |

## Боксерська кар'єра
2018 року британський ді-джей KSI кинув виклик Джейку Полу провести поєдинок за правилами аматорського боксу для визначення найкращого боксера-ютубера. В результаті перемовин 25 серпня 2018 року у Манчестері відбувся боксерський вечір, в якому взяли участь обидва брати Логан і Джейк Пол. KSI зустрівся в бою з Логаном, а Джейк відбоксував з братом KSI Деджи Олатунджи і здобув перемогу, нокаутувавши суперника в п'ятому раунді шестираундового бою. Це незвичне видовище мало великий фінансовий успіх, і Джейк вирішив провести ще один бій у Сполучених Штатах проти американського ютубера AnEsonGib.
Поєдинок Пол — AnEsonGib відбувся у Маямі 30 січня 2020 року за правилами професійного боксу. Джейк знову здобув перемогу нокаутом у першому раунді. З тих пір впродовж 2020 — 2022 років Джейк провів ще п'ять поєдинків за правилами професійного боксу з суперниками-спортсменами, які не були професійними боксерами, здобувши у всіх перемогу і суттєво поповнивши гаманець. 